# Локалита Гроте (Фођа)
Локалита Гроте (итал. Località Grotte) је насеље у Италији у округу Фођа, региону Апулија.
Према процени из 2011. у насељу је живело 2 становника. Насеље се налази на надморској висини од 71 м.